# K2 소총

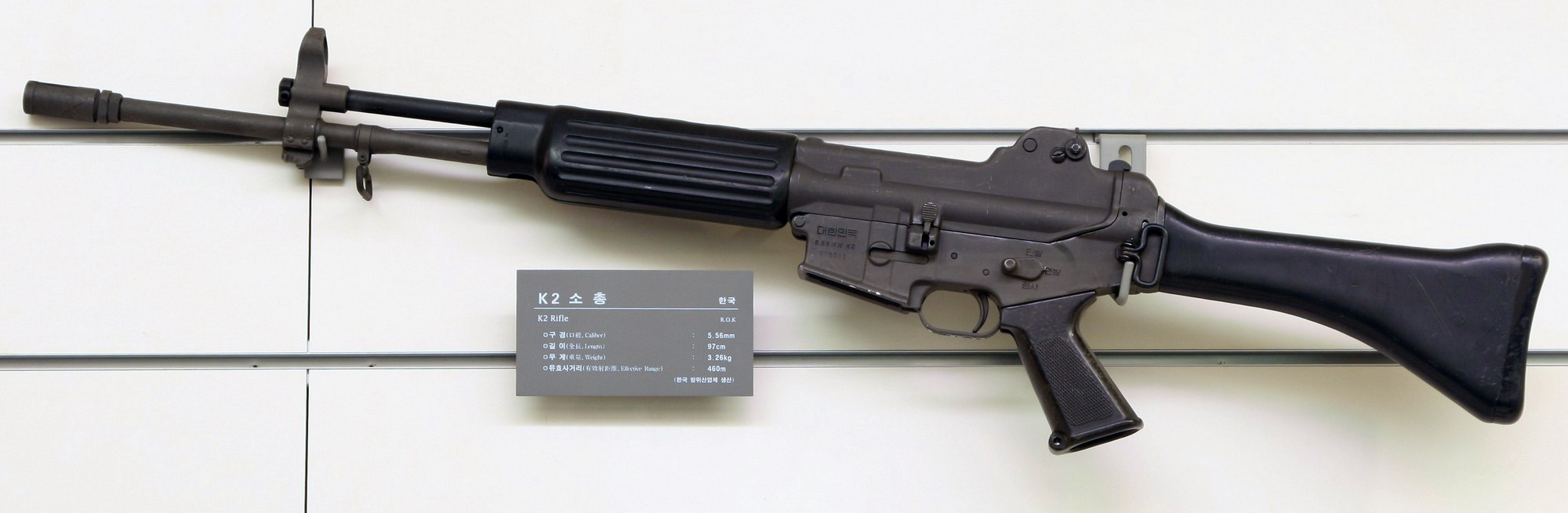
초기 양산형 K-2 소총

K2 소총은 대한민국 국군의 주력 제식소총으로, 5.56 × 45 mm NATO 탄을 사용하는 돌격소총이다. 국방과학연구소에서 개발하였고, 1982년부터 현재까지도 S&T모티브(구 대우정밀)에서 생산 중이다. 또한, M16 소총과 탄창이 호환된다.

## 역사
대우정밀에서 면허 생산하던 M16A1을 대체하기 위해 국방과학연구소(ADD)에서 개발하였다. 1972년 당시 대통령이었던 박정희의 지시에 따라 XB소총 개발계획이 ADD 주관으로 진행되어 신형 소총 개발 계획은 1974년까지 개발된 B형 소총을 개량하여 XB-1형이 나왔으며, M16A1 소총 부품을 활용해 4가지의 시험용 소총 XB-2 ~ XB-5이 개발되었다. 
이후 1975년부터 7.62㎜ 나토탄용 XB-6 및 XB-6A가 개발되었고, 1977년 6월부터 이것을 기반으로 한 5.56mm용 소총을 개발해 XB-7이 개발되었다. 이후 1980년에 XB-7B형이 완성되었다. 최종적으로는 1982년 XB-7C형이 XK2가 되었고 마침내 XK2가 정식으로 인가를 받아 1984년에 지금의 K2 자동소총으로 명명되면서 최초의 독자개발 소화기인 K1 기관단총에 이어 K2의 양산이 진행되었다. 
1982년부터 생산이 시작되어 1985년 전방 전투부대에 우선적으로 보급되었으며, 1990년대 이후엔 후방을 제외한 대부분의 부대에 보급되어 한국군의 주력 제식소총으로 자리매김했으며, 예전에 사용하던 M-16은 예비군 측에 반환되었다.
1980년대 양산을 할 당시 미국 콜트 사와 저작권 다툼이 있었으나, 결국 국방부 조병창이 콜트를 상대로 승소하였다. 1980년대에서 1990년대 대량 생산 시기 K2 소총은 콜트 사에 라이선스 비를 지불해야 했던 M16A1 소총보다 저렴했다. 또한 K2 소총은 M16A1 소총 라이선스 생산을 위해 갖춘 알루미늄 합금의 캐스팅 설비를 사용하여 생산한다. 초기에 고정식 개머리판 및 FN FAL과 비슷한 접철식 개머리판을 가진 두 가지 모델이 시험 생산되었다. 하지만, 생산단가에다 무게 때문에 현재의 플라스틱 접철식 개머리판으로 변경되었다.
K1A 기관단총과 K2 소총의 아랫몸통은 서로 호환이 가능하지만, K1A 기관단총은 K2 소총과 작동방식 등이 다를 뿐만 아니라, K1A의 개발시기가 K2보다 앞서므로 K2 소총의 단축형이라 보기엔 무리가 있다. K1A 기관단총은 가스직동식, KM193 탄을 사용하는 데 반해, K2는 가스 피스톤 방식, K100 탄과 기존의 KM193탄 모두를 사용한다. 하지만 K1A 기관단총도 2010년대가 되면서 창정비 등을 통해 K100탄이 가능한 신형 총열로 바꾸고 있어서 5.56mm 탄약의 군수호환성은 개선이 될 예정이다.
이후 K2 소총은 개발국인 대한민국의 군과 경찰 이외에도 이라크, 나이지리아, 세네갈, 피지, 레바논, 페루, 말라위, 파푸아뉴기니, 캄보디아 등의 국가에서도 사용되고 있다.

## 작동 방식
AK-47를 그대로 5.56mm NATO 버전으로 따라 만든 방식의 노리쇠를 사용한다. 롱 스트로크 가스 피스톤 방식, M16 소총과 유사한 회전 노리쇠 방식을 채용하고 있다. 노리쇠 뭉치 및 노리쇠는 M16과 매우 유사하나 교환하여 사용할 수는 없다. 발사모드 제어 방식은 M16 소총과 유사하다. 방아쇠뭉치에 3발 점사기구가 있어 단발, 3점사, 연발이 가능하다.

## 장비
저격용 스코프를 장착할 수 있는 K2 스나이퍼 전용 레일 장비, K2소총에 장착하여 쓰는 K201를 장착할 수 있다. 피카티니 레일 시스템이 장착되어 있지 않아서 광학 장비들을 장착하기가 힘들다. 2018년부터는 전방부대부터 피카티니 레일을 장착한 K-2C1을 지급하고 있다. 하지만 레드도트사이트 등은 사격 교리 등이 바뀌지 않는 이상 특수전 부대를 제외한 일반 보병 부대가 사용할 가능성은 낮아보인다.

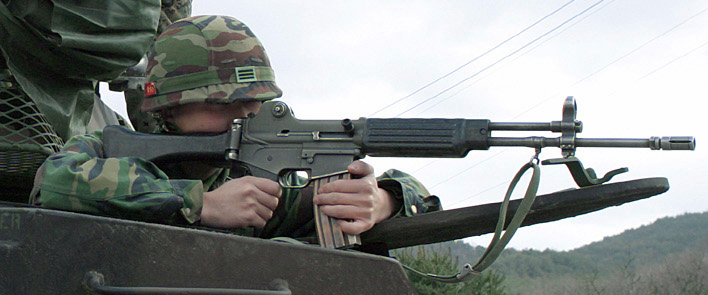
K2 소총으로 무장한 대한민국 해병대원

| K2의 장점이자, M16 계열 소총과의 주된 차이점은 다음과 같다. - M16 계열 소총의 가스직동식 대신 AK 소총에 쓰이는 롱 스트로크 가스 피스톤 방식 채용하여 반동이 조금 더 강하여 연발사격시 정확성도 유지에 노력을 필요로 한다, 신뢰성 및 유지보수 측면에서 유리하다. 가스직동식의 경우 연소 가스의 그을음이 노리쇠와 약실 등에 쌓이기 때문에 철저하고 자주 청소해야하고, 격발가스의 열로 인해 자주 과열됨에 따라 총의 수명이 상대적으로 짧다는 단점을 가지고 있다. - 가늠쇠울이 원형이기 때문에 M16 계열보다 조준이 빠르고 정확 - 가늠쇠울의 구멍과 가늠자의 구멍을 맞추는 동심(同心) 원리를 채택하였다. - FN FAL 공수부대 버전 및 FN FNC와 유사한 형태로 접히는 접철식 개머리판을 채용하여 휴대가 용이하다. 개머리판이 접힌 상태에서도 사격이 가능하다. - M16 계열 소총의 경우 노리쇠에 용수철 사용 차개가 있는 데 반해, K2는 AK 소총처럼 아랫 몸통에 위치하는 고정식 차개를 채용 - 신뢰성이 높으며 관리가 용이하다. 또한 탄피가 항상 우전방으로 배출되기 때문에 왼손잡이가 쏠 경우에도 탄피가 얼굴을 때릴 위험이 없다. M16A2에서는 이러한 일을 방지하기 위해 탄피 배출 방향 전환 장치(cartridge case deflector)가 추가되었다. - 대한민국 육군에서 사용하는 소총이기 때문에 전용 탄피받이가 존재한다 - K2 소총의 권총 손잡이 하단에 강중유, 윤활유를 넣을 수 있는 마개가 장착이 되어 있고 개머리판 안에 총기 손질도구를 넣을 수 있다. 그리고 개머리판을 열기 위해 나사를 돌려야되는데 K2 소총의 장전손잡이나 군용 포크숟가락 끝부분을 사용하면 열거나 닫을 수 있다. 이외에도 총구앙등억제 소염기를 장착하여 연발사격시 총구들림 현상을 감소시키고자 하였으며, 트리튬 가늠쇠를 가지고 있어 야간사격이 용이하다. 유효 사거리는 k 100탄을 쓸 경우 600m로, 상당히 긴 편이다. 또한, 고성능탄을 별도로 사용하면 유효 사거리가 3배 이상으로 늘어난다.(고성능탄은 중소기업산이라서 도입이 미뤄졌지만, 2026년 도입 예정이라고 한다.) 탄속은 초당 920m로, 역시 빠른 편에 속한다. 연사력은 700~900rpm(분당 700~900발) 정도로, 빠른 편에 속한다. 가격은 65만원으로, 굉장히 싼 편에 속한다. 내구성 또한 굉장히 좋아 총기 고장이 드물고, 그렇기에 총기 수리 부담도 덜한다. | - 몸통 힌지(hinge)의 풀림방지 부분이 풀려있을 때 사격을 하면, 몸통이 열리면서 노리쇠 뭉치가 사수의 눈 방향으로 튀어나와 사수가 위험할 수 있다. - 개발될 당시의 장전손잡이는 강화된 타입이었으나, 단가 하락을 목적으로 양산 초기때는 저가형 부품으로 대체되어 장전손잡이가 매우 잘 부러졌고 그래서 양산 중에 장전손잡이를 개량했다. - 가스조절기의 분실이 빈발한다. - 개머리판 연결 부위의 강도가 충분치 못하다. 유리섬유 등의 강하고 질기며 값싼 소재로 대체되어야 한다는 의견이 있다. 사실 이 문제는 관리 소홀의 영향이 크다. 관리를 소홀히 하면 AK-47을 비롯한 신뢰성이 높은 총기도 잦은 고장이 발생한다. - 탄피 배출구 뒷 쪽(장전 손잡이가 움직이는 홈)에 먼지 덮개가 없다. 이 때문에 평소 먼지나 흙이 들어가기 일쑤다. K2와 유사한 FN FNC, AR-18 같은 경우 이 부분에 먼지 덮개가 있다. AK 소총 같은 경우 조정간을 '안전' 위치로 옮기면, 조정간이 탄피 배출구 뒷 쪽을 막아서 먼지 덮개 역할을 한다. - 기존의 K-2에는 레일 시스템이 장착되어 있지 않아서 광학 장비 및 기타 옵션들을 장착하기가 힘들었다. 이에 국방부에선 피카티니 레일 시스템을 기본 사양으로 하는 K2C1을 2016년도부터 배치하기로 하였다. 사실 피카티니 레일 시스템은 1995년 미국에서 처음으로 채용했으며 K-2 소총의 개발시기는 1980년대 초반이다. - 서구권 돌격소총들(M16 소총 등의 가스직동식 화기)에 비해 사격시 반동이 조금 더 강한 편이다. - 또한, 빠른 연사력 때문에 탄 소모량이 조금 심한 편에 속한다. |

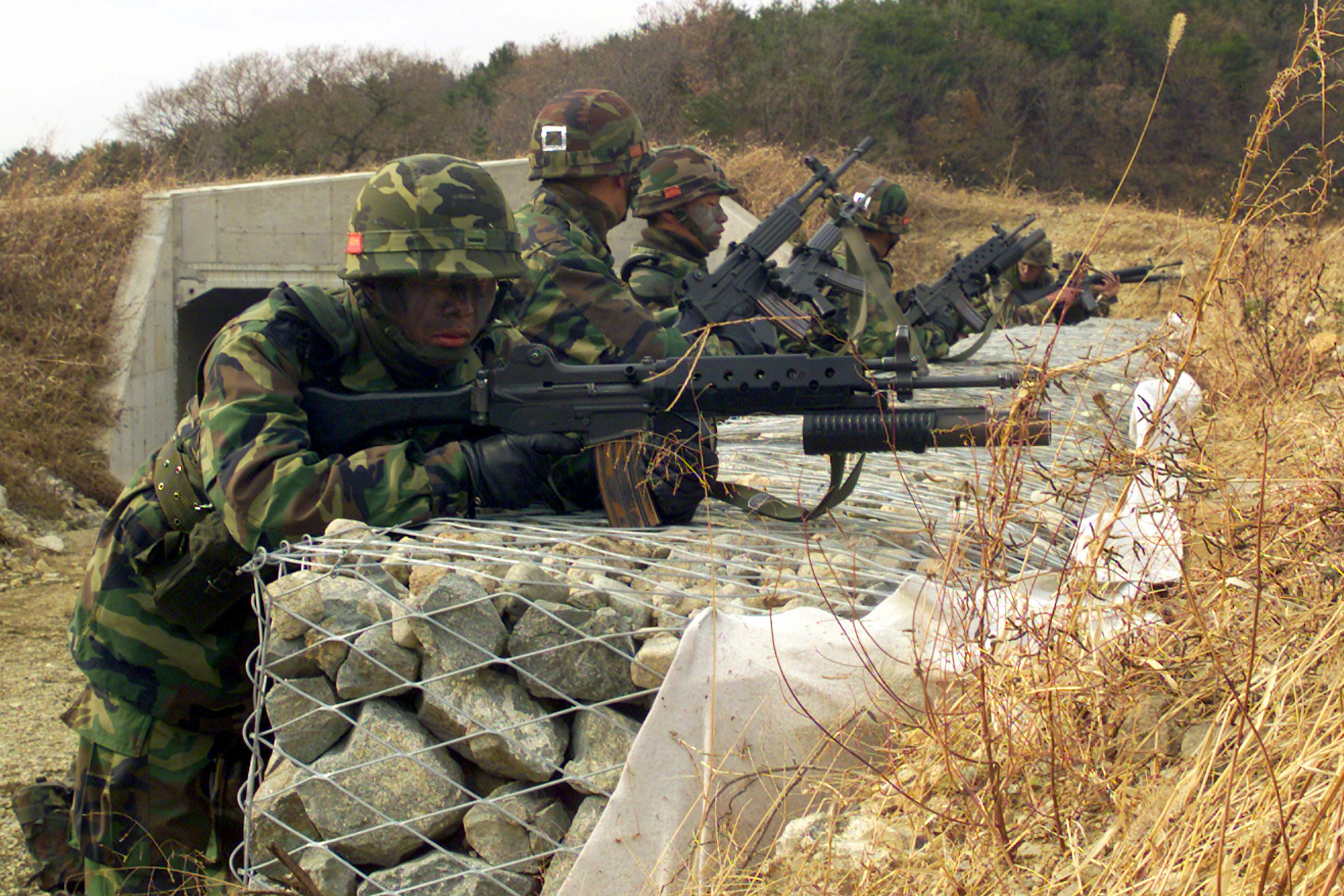
K2 소총으로 무장한 대한민국 해병대원들. 맨 앞 병은 K201 유탄발사기가 장착된 K2 소총을 가지고 있다.

## 사용 탄약
M16A1, K1A 기관단총이 5.56 x 45mm .223 레밍턴 탄(미군 제식 명칭 M193, 한국군 제식 명칭 KM193)을 사용하는 데 반해, K2 소총은 M16A2와 마찬가지로 무거운 탄알와 강한 장약을 가지고 있어 사거리가 향상된 5.56 × 45mm NATO 표준탄 (FN SS109. 미군 제식 명칭 M855. 한국군 제식명칭 K100)을 기준으로 개발되었다. 일반적으로 탄알이 무겁고 길수록 더 많은 회전을 주어야 탄도가 안정된다. SS109/M855/K100의 탄알는 M193/KM193의 탄알보다 무겁고 길다. 이러한 이유로 M16A1, K1A 기관단총의 강선은 12인치에 1회전 하도록 되어 있고, K2의 경우는 7.3 인치에 1회전 하도록 되어 있다. M16A2은 K2와 유사하게 7인치에 1회전하는 강선을 가지고 있다. K2와 M16A2는 7.3 혹은 7인치에 1회전하는 강선을 가지고 있으나, 실제론 9인치에 1회전 강선이 SS109에 가장 적합하다. 7인치에 1회전 강선은 탄알이 더 무겁고 긴 FN L110(미군 제식 명칭 M856) 예광탄에 적합한 강선이다. 새로운 탄의 사용 덕분에 M16A1에 비해 유효 사거리가 향상되었다. SS109/K100탄 사용시 유효 사거리는 약 600m, 기존의 KM193탄을 사용할 경우 유효사거리는 460m 정도이다. K2 소총에 KM193탄 사용시 탄알에 필요 이상의 회전을 주기 때문에 (과안정화, over-stabilization) M16A1보다 정확도가 약간 떨어질 수도 있다. (M16A2에 M193탄, SS109/M855탄 중 어떤 것을 사용해도 500m 정도까지는 정확도에 별 차이가 없었다. 이와 대조적으로 M16A1에 M855탄을 사용했을 때는 불충분한 회전 때문에 정확도가 매우 떨어졌다. 일부는 K100탄이 K3 기관총 용 탄이기 때문에 K2 소총에서 다량 사용시 탄매 때문에 작동 불능을 초래하게 된다고 이야기하지만, 이는 근거가 부족한 주장이다. K3 기관총은 K2 소총과 유사한 롱 스트로크 가스 피스톤 방식을 사용하기 때문에, 그을음이 많은 탄을 사용하면 K3 기관총 또한 작동 불능 상태에 빠지기 쉽다. 미군의 경우 M16A2/M16A3/M16A4 소총, M4 카빈, M249 분대지원화기 모두 SS109/M855 탄을 사용하며, 대부분의 NATO 회원국들도 제식 소총탄이 SS109탄이다.)

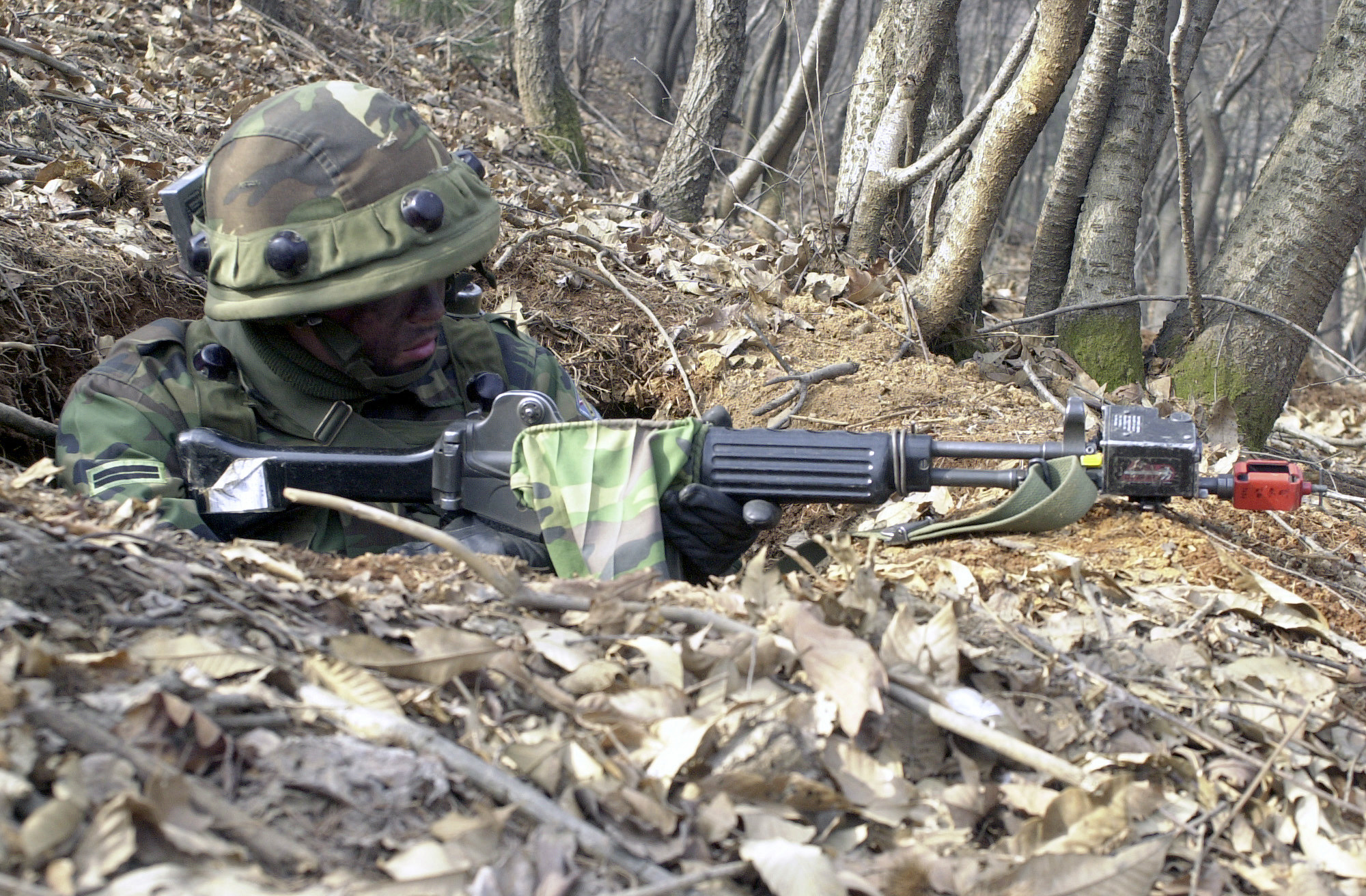
마일즈(MILES) 훈련 중인 대한민국 훈련병
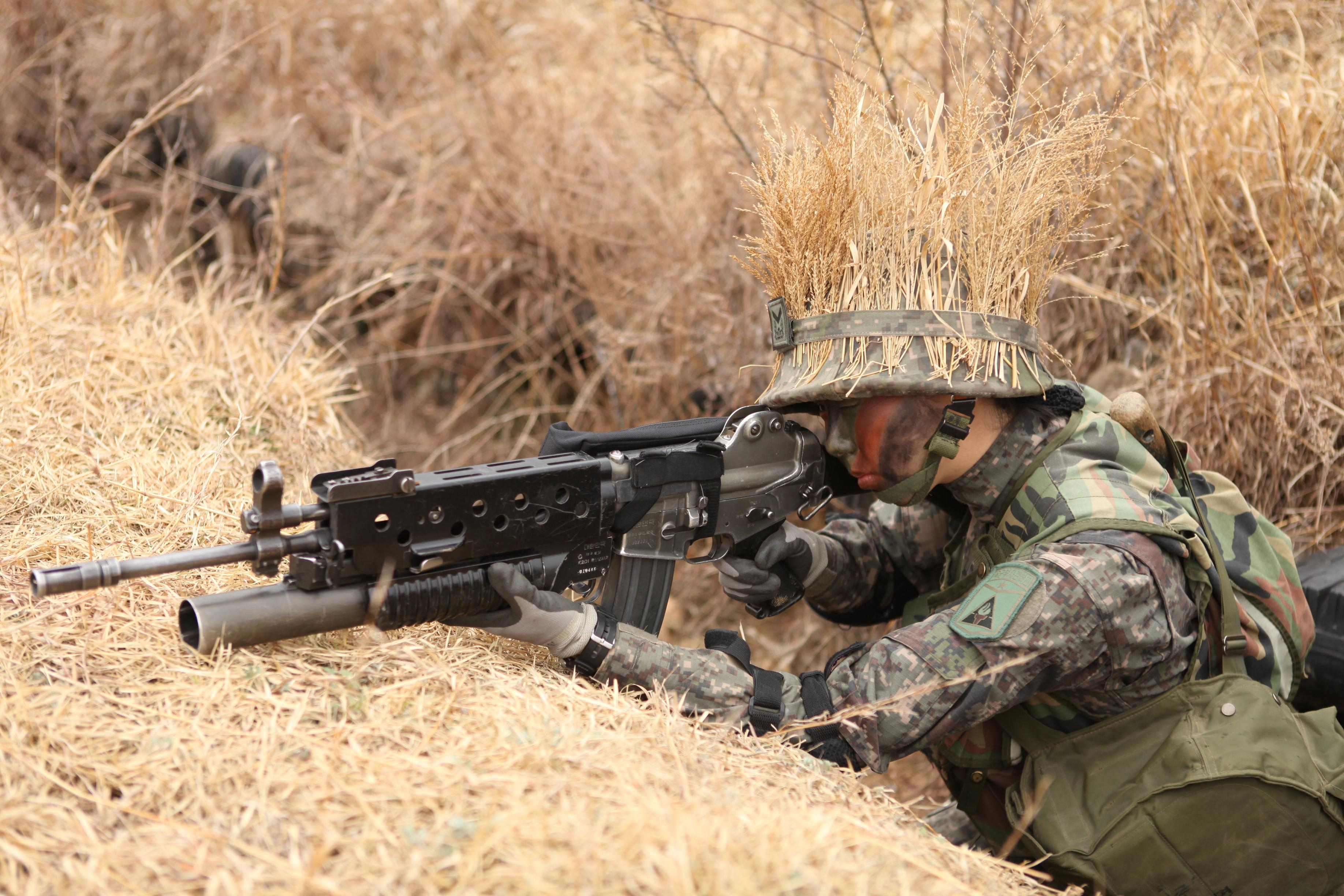
부사관의 날을 맞아 육군 부사관 학교 교육생들이 실전적인 소부대 전투훈련을 실시하고 있는 모습. K201 유탄발사기가 장착된 K2 소총을 가지고 있다.

## 변형
- DR100:K2의 스나이퍼 버젼이다. AR100이라고도 한다.
- DR200:대부분은 K2모양에 FN F2000과 비슷한 개머리판 모양을 가진 미국 민간용 총기이다. 공격무기 금지법에 따라 착검장치가 없다.[5]
- DR300:DR-300은 AK-47 용 탄약인 7.62 × 39 mm 탄을 사용한다.

- 맥스2:맥스2는 1994년 미국이 새로운 총기규제법인 이른바 브레다 법을 시행하기 이전에 수출된 모델이며, DR-200은 브레다 법 시행 이후에 수출된 모델이다. 수출된 K2에 대한 미국 내 평가는 콜트사의 AR-15보다 싼 가격에 표준 나토탄을 사용할 수 있는 꽤 좋은 물건이라는 것이었다. 맥스2는 겉모습만 봐서는 군용 K2와 별 차이는 없다. 맥스2는 자동으로 개조가 어려운 반자동이라는 점을 빼면 개머리판도 똑같이 접히고, 강선도 6조 우선인 점 등 한국군용 K2와 달라진 것은 별로 없지만, 브레다법 시행 이후 만들어진 수출형인 DR-200은 많은 부분이 달라졌다. 참고로 브레다법 시행 이후에는 맥스1, 즉 K1A는 아예 수출이 막혔다.

1. 맥스2는 착검장치가 그대로 달려 있으나, DR-200에는 착검장치가 없다(공격무기 금지법에 따른 조치:공격무기 금지법에는 착검장치, 소염기, 소음기, 개머리판, 소총에 달린 권총손잡이 등을 금지한다.)
2. 맥스2는 군용 개머리판을 그대로 달고 있으며, 접히는 것도 똑같다. DR200은 접히지 않을뿐더러, 권총 손잡이와 일체형으로 ㅁ자에 가까운 모양으로 연결되어 있다.
3. 가늠자는 맥스2와 DR200이 동일하다. 이것은 군용 K2와 똑같다는 의미이다.
4. DR200의 소염기는 모양만 소염기와 비슷할 뿐, 소염기로서 역할은 하지 못하도록 개조되어 있다.
5. 탄창의 모양은 20발 들이 탄창이지만, 실제로는 5발 들이 탄창이다. 그러나 K2와 DR-200 모두 M16용 탄창을 그대로 사용할 수 있고, 미국에서 M16용 20발 또는 30발 탄창을 구하는 것은 쉬운 일이어서 실질적인 의미는 없다.

이런 변화가 생긴 것은 브레다 법에 의해 민간용 소총은 모두 "스포츠용"으로 인가를 받아야 판매가 가능하고, 그 기준이 착검장치, 분리된 권총 손잡이, 탄창, 소염기 등이었기 때문이다. 덕분에 1994년 이전에 수출된 맥스1(K1A)과 맥스2(K2)의 현재 가격은 원래 수출 시 가격의 2배 이상 뛰었다(콜트 AR-15가 800달러 하던 시절에 맥스2는 500달러 정도에 팔렸다). 2005년 9월에 브레다 법이 시한이 만료되고, 조지 W. 부시 대통령이 이 법의 시한 연장을 거부하면서 효력은 정지되었다. 그러나 DR200이 다시 맥스2 사양으로 바뀌어 미국 민간용 시장에 수출될지는 알려진 바가 없다.

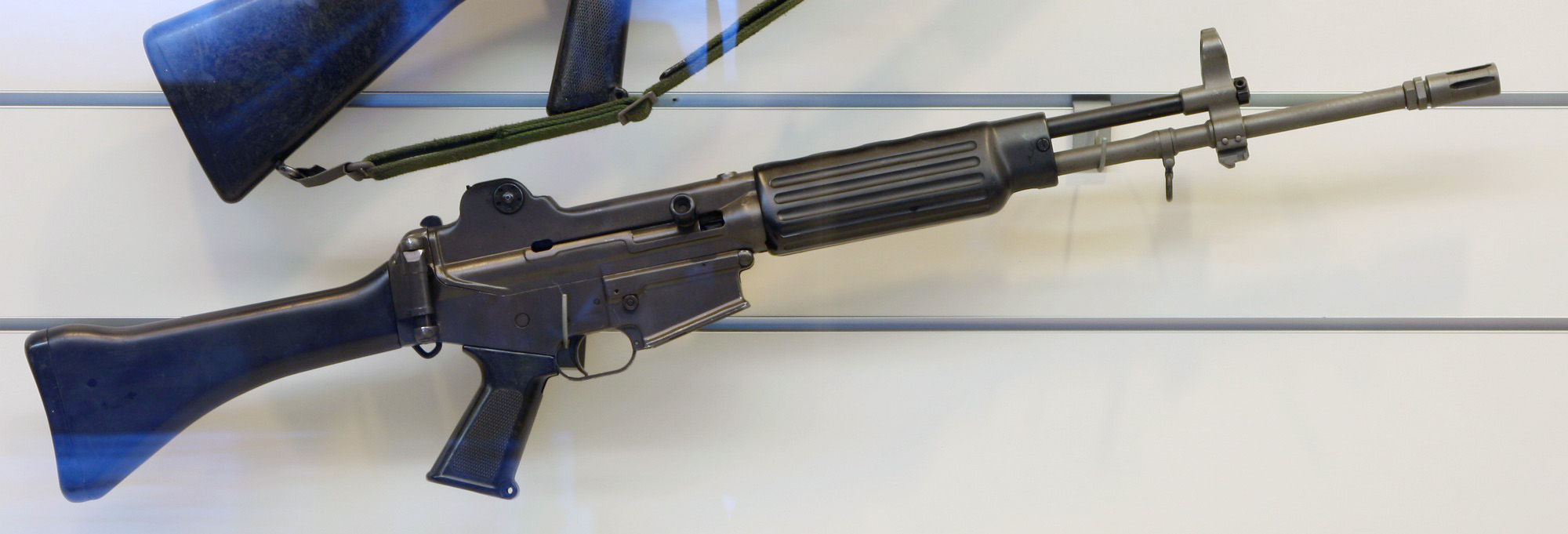
대한민국 전쟁 기념관의 K2 소총

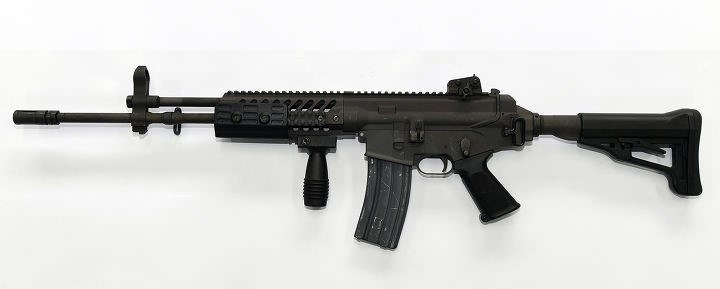
K2C1 소총

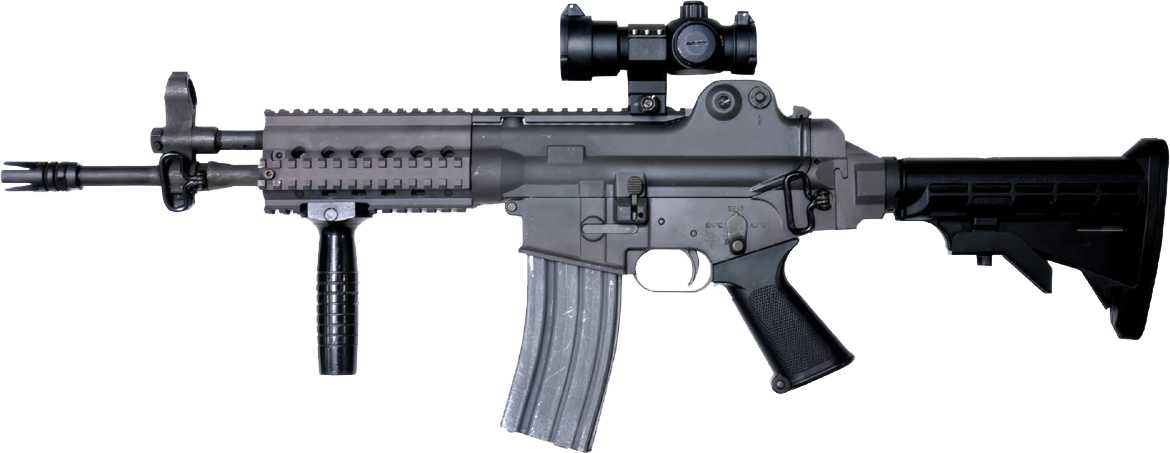
S&T 모티브 K2C 소총

- K2C1:2016년부터 전방부대에 K2C1 소총이 보급되었다. 전방부대부터 시작해서 K2 소총을 개량형인 K2C1 소총으로 교체하였다. K2C1 소총은 기존 K2 소총의 개머리판(길이)과 총열덮개(레일) 부분을 개량한 것이다. 개머리판 길이를 6단계 늘리거나 줄일 수 있는 신축형 개머리판, 총열덮개 부분은 조준경, 표적 지시기, 전등을 쉽게 탈착할 수 있도록 피카티니 레일 장착, 규격과 내부구조는 K2 소총과 동일하다. 당초 K2A라는 명칭으로 알려졌으나 공식 명칭을 K2C1으로 확정하였다.

한때 K2C1의 발열논란(평균 100발 사격시)때문에 떠들썩했었는데 사실 이는 거의 모든 현 돌격소총에 발생하는 문제이다.또한 K2C1이 총열덮개가 플라스틱으로 만들어지지 않아서 그렇다고 하는데 만약 이렇게 만들어 졌다면 매우 잘 부서졌을것이고 광학 장치들의 고정을 장담할 수 없다. 이는 방열덮개, 수직 손잡이 등으로 쉽게 해결할 수 있는 문제다.
기존 K2 소총 물량은 M16A1 소총과 함께 예비군용으로 전환 보급된다. 총열 길이의 단축형 버전인 K2C는 성능은 만족했으나 예산 문제로 도입을 보류하였다.
- K2C:K2 소총의 카빈 버전으로, 총열을 단축하고, 피카니티 20mm 레일 장착, M4 형태의 개머리판(스톡)을 장착한 모델이다. 특수부대를 중심으로 보급 되고 있고, 말라위와 파푸아뉴기니와 같은 해외에 수출도 했다

## 사용 국가
- 대한민국: 원래는 제식소총이었으나, 2016년부터는 향토 예비군이 사용하고 있지만,(현 K2C1) 사실상 K-2를 정규군이 대부분 쓰는 상황이다. K2C1은 최전방부터 배치되고있다.
- 레바논: 군에서 개량형 K2를 수입하여 쓰고 있다.
- 페루: 해병대에서 주로 쓰이고 있다.
- 피지: 방위군이 쓰고 있다.
- 나이지리아: 경찰이 쓰고 있다.
- 세네갈

- 방글라데시
- 에콰도르
- 인도네시아: 대우정밀에서 수입해서 쓴다고 한다. 여담으로, K2가 제식소총이라는 소문이 있었으나, 실제로 납품받은 K2가 1000정을 넘지 않아서 거짓으로 밝혀졌다.
- 말라위
- 멕시코
- 이라크 : 정부군이 쓰고있다.
- 캄보디아
- 필리핀
- 이슬람 국가 : 이라크군이 쓰던 K2C를 노획하여 쓰고있다.
- 조선민주주의인민공화국 : 해외에서 민간용 MAX2와 DR200 등을 들여와 연구를 거치고 불법복제하여 대한민국 국군 위장용으로 사용 중이다.
- 중화인민공화국 :위와같이 국군 위장용으로 쓴다.[6]

## 같이 보기
- K1A 기관단총
- K3 기관총
- 가스 피스톤 방식
- M16 소총
- AK-47 소총

## 참조사항
1. ↑  (서울신문)‘보병의 애인’K-2 소총
2. ↑  [https://web.archive.org/web/20101126233329/http://quarterbore.com/library/pdf_files/mil-std-1913.pdf 피카티니 레일 PDF(미군 제식 명칭 : MIL-STD-1913)
3. ↑  “Analysis of M16A2 Rifle Characteristics and Recommended Improvements” (PDF). 2011년 8월 29일에 원본 문서 (PDF)에서 보존된 문서. 2006년 5월 2일에 확인함.
4. ↑  FM3-22.9 Chapter 5 Downrange Feedback (Phase II of Basic Rifle Marksmanship)
5. ↑  공격무기 금지법이 통과된 이후 모델은 위배되는 소염기 역시 없지만, 공격무기 금지법에서 소염기 규제가 포함되거나 통과되기 이전 모델은 소염기가 없다. 공격무기 금지법이 없을 당시에는 K2를 반자동 소총으로 개량하여 판매했다.
6. ↑  38항공육전여단 출신 최승찬의 증언